# Universitat de Saragossa
La Universitat de Saragossa (oficialment Universidad de Zaragoza) és un centre d'educació superior públic aragonès, repartit geogràficament entre els campus de Saragossa, Osca, Jaca, Terol i La Almunia de Doña Godina, tots ells a Aragó. Fundada en 1542, reunia en 2008 a més de 32.000 estudiants i 3.500 membres docents entre els seus 22 centres i 74 titulacions i estudis propis. El seu actual rector és Manuel López Pérez.

## Història
Els orígens de l'ensenyament superior a Aragó es remunten a l'Acadèmia fundada a Osca per Quint Sertori (segle I a.C). Més tard, a la mercè de l'Església i per mà del bisbe Brauli, es formarien les Escoles eclesiàstiques amb seu a Saragossa. Aquestes evolucionaran entre els segles XII i XIV fins que, en 1474, es crea l'"Estudi general d'arts" de Saragossa. No obstant això, i a causa de l'oposició oposada, no fou fins a 1583 quan, de la mà del seu fundador (Pedro Cerbuna), es van aprovar els estatuts de la nova Universitat de Saragossa. Alguns dels seus professors il·lustres han estat Gaspar Lax, matemàtic; l'humanista Juan Lorenzo Palmireno, el jurista José de Sessé; el científic Pedro Simón; l'historiador Espés; l'hel·lenista Lorente; el jurista Portolés; el canonista Ejea; el metge Royo; el bibliògraf Latassa; el geògraf Antillón y Montiano, primer director de la Reial Acadèmia d'Història. Entre els seus alumnes han estat Miguel Servet, Jerónimo Blancas, l'arquebisbe Pedro Apaolaza Ramírez, Blas Antonio Nasarre, José Martí, Santiago Ramón y Cajal, Premi Nobel de Medicina en 1906, Manuel Azaña, president la II República, María Moliner, autora del famós Diccionario de uso del español i José Antonio Labordeta.

## Titulacions
En el curs 2008-2009, la Universitat de Saragossa va oferir 62 titulacions oficials de primer i segon cicle (sense comptar els programes de doble titulació) així com 12 nous programes de grau, així com diversos cursos de postgrau i programes de doctorat.

## Investigació

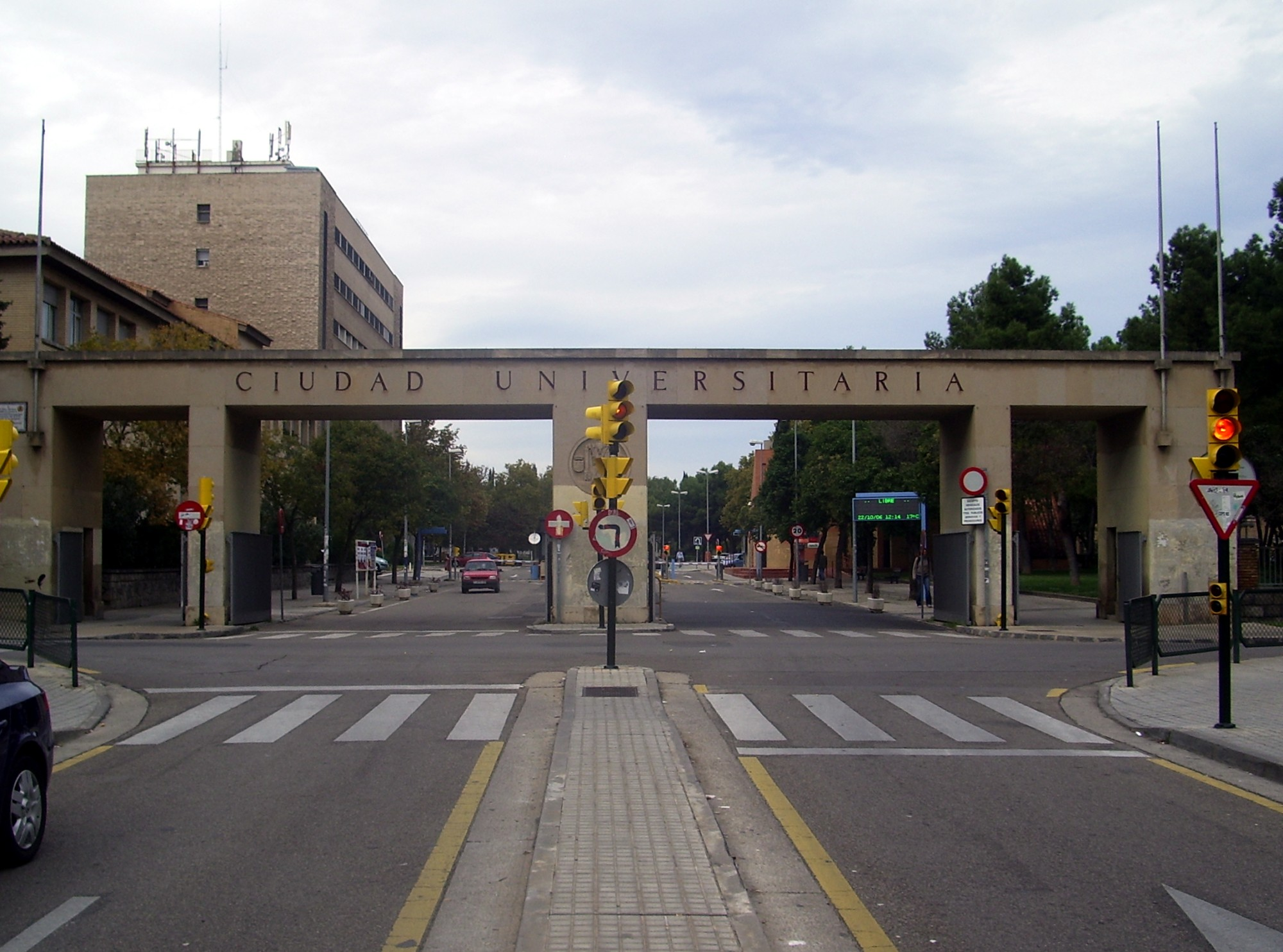
Entrada a la Ciutat Universitària de Saragossa (campus principal)

La Universitat de Saragossa es va crear amb la missió de formar personal especialitzat, però amb el temps es va dedicar també a la investigació.
- Oficina de Transferència de Resultats d'Investigació (OTRI)[5]

Des de la seva creació en 1989 l'Oficina de Transferència de Resultats d'Investigació (OTRI) de la Universitat de Saragossa ha assumit les actuacions relacionades amb la transferència dels resultats d'Investigació generats en la Universitat de Saragossa, que abasten des de la realització de contractes d'R+D amb empreses fins a la gestió de la cartera de patents de la Universitat, sense oblidar la realització de contractes d'Assessoria o l'emissió d'informes o peritatges o en general qualsevol acció relacionada amb la transferència de l'R+D generada en la Universitat de Saragossa a la societat.
En els darrers anys, la incorporació de Promotors Tecnològics tant a Saragossa com a Osca i a Terol ha aconseguit una intensificació de la transferència de tecnologia cap a les empreses a través dels contactes generats per l'equip. A més la creació de l'Oficina de creació d'empreses de base tecnològica (oficina de Spin-of) ha contribuït a dur a la societat, resultats d'investigació per part dels propietaris de dites resultades i que d'una altra manera no haurien pogut tenir sortida.
Cal destacar el paper dels instituts d'investigació adscrits a la Universitat: 
- Institut de Biocomputación i Física de Sistemes Complexos (BIFI)
- Institut de Catàlisi Homogènia (IUCH)
- Institut d'Investigació en Enginyeria d'Aragó (I3A)
- Institut de Nanociencia d'Aragó (INA)
- Institut d'Investigació en Matemàtiques (IUMA)
- Institut en Ciències Ambientals d'Aragó (IUCA)